# Tarragona
Tarragona este un oraș în Catalonia, Spania.
Ansamblul arheologic din Tarragona a fost înscris în anul 2000 pe lista patrimoniului cultural mondial UNESCO.

## Personalități născute aici
- Pablo Casals (1876 - 1973), violoncelist, dirijor.